# 旗帜学协会国际联盟

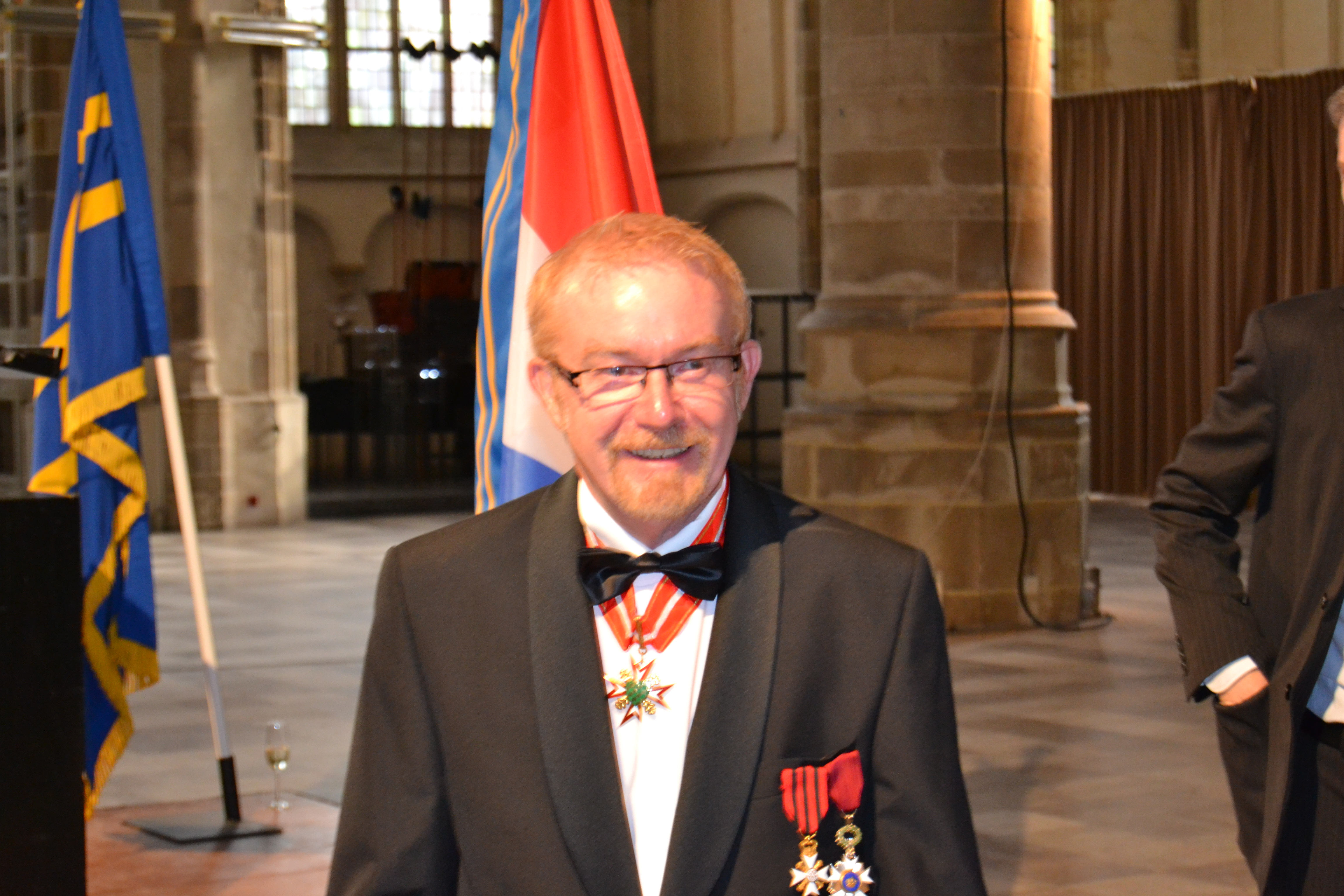
现任主席Michel R. Lupant

旗帜学协会国际联盟（法語：Fédération internationale des associations vexillologiques，縮寫FIAV）是一个研究旗帜学的国际组织，成员为55个国家、地区及国际旗帜学协会及研究会。根据旗帜学协会国际联盟章程，这一组织成立的目的是“建立并发展关于所有旗帜的样式及功能的学说，并依此总结出科学规律”。

## 历史
旗帜学协会国际联盟最早在1967年9月30日于瑞士吕施利孔第二届旗帜学国际会议时暂时成立，1969年9月7日在波士顿的第三届旗帜学国际会议上正式成立。

### 与中国的关系
由于政治和历史原因，旗帜学研究在中国长期处于小众，而且中国一直没有自己的旗帜学组织，在2013年之前中国未曾参与世界旗帜学大会。
直至2013年8月4日在荷兰鹿特丹举行的第25届世界旗帜学大会，中国代表得以首次参加世界旗帜学大会。当时北京新风旗帜文化传播中心主任赵新风（后成为中国旗帜学研究中心理事长）等4人代表中国参加此次会议。同时赵在会议上宣称“国旗最早起源于中国”。
2019年3月23日，赵新风在北京成立中国旗帜学研究中心。同年7月16日，第26届FIAV会员大会通过表决，接纳中国旗帜学研究中心为正式成员。同时获得北京第30届世界旗帜学大会主办权。这标志着，中国将首次主办世界旗帜学大会。30屆大會後，中国旗帜学研究中心遭北京市民政局取締。

## 成员
目前旗帜学协会国际联盟的成员为:
- 阿根廷旗帜学协会（AAV）（阿根廷）
- 委内瑞拉象征学协会（委内瑞拉）
- 加泰罗尼亚旗帜学协会（ACV）（西班牙加泰罗尼亚）
- 三角旗数据库（BDA）（加拿大）
- 加拿大旗帜学协会（CFA）（加拿大）
- 比利时-欧洲旗帜研究中心（比利时）
- 意大利旗帜学研究中心（CISV）（意大利）
- 智利旗帜学团体（CONAVEX）（智利）
- 世界旗帜中心（波兰）
- 捷克旗帜学协会（CVS）（捷克）
- 切萨皮克湾旗帜协会（CBFA）（美国特拉华、哥伦比亚特区、马里兰州、新泽西、宾夕法尼亚、弗吉尼亚州、西弗吉尼亚州）
- 德国旗帜学会（DGF）（德国）
- 旗帜遗产基金会（FHF）（美国）
- 旗帜研究所（FI）（英国）
- 旗帜研究中心（FRC）（美国）
- 斯里兰卡旗帜研究中心（FRCSL）（斯里兰卡）
- 澳大利亚旗帜社群（FSA）（澳大利亚）
- 世界国旗网站（FOTW）（总部设在加拿大）
- 跨学科文化研究基金会（阿根廷）
- 大湖旗帜学协会（GWAV）（美国伊利诺伊、印第安纳州、肯塔基、密歇根州、俄亥俄州 ）
- 斯洛文尼亚纹章学协会（HS）（斯洛文尼亚）
- “三叶草”纹章学协会（德国）
- 马耳他纹章学和旗帜学协会（HAVSOM）（马耳他）
- 克罗地亚纹章学和旗帜学协会（克罗地亚）
- 印度旗帜学协会（IVA）（印度）
- 旗帜学和纹章研究会（IHW）（波兰）
- 布列塔尼旗帜学协会（法国布列塔尼）
- 匈牙利旗帜学协会（匈牙利）
- 马其顿纹章学学会（北马其顿）
- 毛里求斯图书出版组织（MBV）（德国）
- 国旗基金会（NFF）（美国）
- 荷兰旗帜学协会（荷兰）
- 新英格兰旗帜学协会（NEVA）（美国康涅狄格、缅因州、马萨诸塞州、新罕布什尔州、罗得岛、佛蒙特州）
- 新西兰旗帜协会（NZFA）（新西兰）
- 日本旗章学协会（日本）
- 北欧旗帜学协会（NF）（丹麦、芬兰、冰岛、挪威、瑞典）
- 北美旗帜学协会（NAVA）（加拿大、美国）
- 纹章学协会（PH）（芬兰）
- 波兰旗帜学协会（波兰）
- 俄罗斯旗帜学和纹章学研究中心（俄罗斯）
- 瑞士旗帜学协会（瑞士）
- 西班牙旗帜学协会（SEV）（西班牙）
- 比利时旗帜学协会（SVB）（比利时）
- “保罗·戈尔”家谱、纹章、档案学学会（SGHAPG）（摩尔多瓦）
- 罗马尼亚旗帜学协会（SRV）（罗马尼亚）
- 法国旗帜学协会（法国）
- 南部非洲旗帜学协会（SAVA）（安哥拉、博茨瓦纳、莱索托、马达加斯加、马拉维、莫桑比克、纳米比亚、南非、斯威士兰、赞比亚、津巴布韦）
- 格鲁吉亚议会纹章院（SCHG）（格鲁吉亚）
- 荷兰国旗博物馆基金会（SVN）（荷兰）
- 鹿特丹游行旗帜基金会（SVPR）（荷兰）
- 旗帜数据中心（捷克）
- 翻滚水域旗帜博物馆（TWMF）（美国）
- 乌克兰纹章学学会（乌克兰）
- 瑞典西部纹章学协会（VSHS）（瑞典）
- 中国旗帜学研究中心（VRCC）（中国）
- 德克萨斯州旗帜学协会（VAST）（美国德州）
- 世界旗帜学研究所（WVRI）（德国）

## 世界旗帜学大会
世界旗帜学大会（International Congresses of Vexillology，ICV）是旗帜学协会国际联盟主办的国际旗帜学研讨会议，大会每两年举办一次，通常为期一周。自1965年以来共举办29届大会。议程分为旗帜学演讲、FIAV会员大会、旗帜展览。

### 历届大会一览
- 第1届 1965  荷兰默伊德贝赫
- 第2届 1967  瑞士苏黎世、吕施利孔
- 第3届 1969  美国波士顿
- 第4届 1971  意大利都灵
- 第5届 1973  英国伦敦
- 第6届 1975  荷兰艾瑟尔湖
- 第7届 1977  美国华盛顿
- 第8届 1979  奥地利维也纳
- 第9届 1981  加拿大渥太华
- 第10届 1983  英国牛津
- 第11届 1985  西班牙马德里
- 第12届 1987  美国三藩市
- 第13届 1989  澳大利亚墨尔本
- 第14届 1991  西班牙巴塞罗那
- 第15届 1993  瑞士苏黎世
- 第16届 1995  波兰华沙
- 第17届 1997  南非开普敦
- 第18届 1999  加拿大维多利亚
- 第19届 2001  美国纽约
- 第20届 2003  瑞典斯德哥尔摩
- 第21届 2005  阿根廷布宜诺斯艾利斯
- 第22届 2007  德国柏林
- 第23届 2009  日本横滨
- 第24届 2011  美国华盛顿
- 第25届 2013  荷兰鹿特丹
- 第26届 2015  澳大利亚悉尼
- 第27届 2017  英国伦敦
- 第28届 2019  美国圣安东尼奥
- 第29届 2022  斯洛文尼亚卢布尔雅那1
- 第30届 2024  中国北京
- 第31届 2026  法国巴黎